# Nandakuja River
Nandakuja River är ett vattendrag i Bangladesh.   Det ligger i provinsen Rajshahi, i den centrala delen av landet, 150 km nordväst om huvudstaden Dhaka.
Trakten runt Nandakuja River består till största delen av jordbruksmark. Runt Nandakuja River är det mycket tätbefolkat, med 1 221 invånare per kvadratkilometer.